# Аян (титул)
Аян (тур. Âyan; араб. множина: a‘yan أَعْيَان; однина: ‘ayn عَيْن) — клас місцевих знатних осіб або династій в Османській імперії з XVI до початку XIX століття, які мали різний ступінь влади в провінційних містах і районах. Аяни мали значну автономію та навіть власні армії, але підкорялись османському уряду. Цей титул надавався лиш мусульманам, але по суті був світським. До аянів належали «багаті торговці, голови яничарських гарнізонів, очільники важливих гільдій, ті, хто мали право збирачі податків для уряду в Стамбулі та ті, хто контролював за належний розподіл та підтримку релігійних пожертв.» Зростання класу аянів було частиною тенденції децентралізації Османської імперії, що почалась у XVI столітті та визначила її лад до самого її падіння на початку XX століття.